# Le ali degli angeli
Le ali degli angeli (Nurses on the Line: The Crash of Flight 7) è un film del 1993 diretto da Larry Shaw.

## Trama
Un gruppo di apprendiste infermiere decide di raggiungere alcuni dottori in Messico per lavorare presso una stazione medica situata nella foresta a poche ore di volo da Catemaco. Uno dei tre aerei con cui viene intrapreso il viaggio precipita nel bel mezzo della foresta provocando molti feriti. Nei giorni successivi tali passeggeri usano i pochi mezzi di sopravvivenza a loro disposizione, nonostante le poche possibilità di salvezza che sembrano avere.